# ميكي هازارد
ميكي هازارد (بالإنجليزية: Micky Hazard)‏ (5 فبراير 1960 بسندرلاند في المملكة المتحدة - ) هو لاعب كرة قدم بريطاني في مركز الوسط. لعب مع تشيلسي وتوتنهام هوتسبير وسويندون تاون ونادي بورتسموث.

## وصلات خارجية
- ميكي هازارد على موقع قاعدة بيانات كرة القدم.إي يو (الإنجليزية)
- ميكي هازارد على موقع Soccerbase.com (لاعب) (الإنجليزية)
- ميكي هازارد على موقع عالم كرة القدم.نت (الإنجليزية)